# ديابلو 2
ديابلو 2 هي لعبة فيديو من فئة تقمّص الأدوار وتحديدا فئة تقطيع و ذبح (Hack and slash). أصدرتها شركة بليزارد عام 2000.
وهي اللعبة الثانية في سلسلة ديابلو.
صدر لها امتداد عام 2001 بعنوان ديابلو 2: لورد الدمار.